# 隊長小翼：新秀崛起
《隊長小翼：新秀崛起》（香港又译作，台湾又译作）是一款由Tamsoft開發並由萬代南夢宮娛樂於2020年8月發售的足球電子遊戲，改編自2018年推出的動畫《隊長小翼》。以Microsoft Windows、PlayStation 4和任天堂Switch為使用平台。

## 發展
《新秀崛起》由Tamsoft開發，改編自2018年動畫《隊長小翼》，並由都築克明担任製作人，他將遊戲設計描述為類似於街機足球遊戲。
該遊戲在2020年1月被首次公開，並由萬代南夢宮娛樂於8月27日在日本發售適用於任天堂Switch和PlayStation 4的版本，次日面向全球的Microsoft Windows、任天堂Switch和PlayStation 4版本發布。

## 評價
根據評論聚合網站Metacritic的說法，該遊戲的Microsoft Windows版本獲得了普遍的正面評價，而主機版本則得到了“毀譽參半或一般的評價”。
任天堂Switch版本在日本發售首周成為第六暢銷零售遊戲，售出16,678份。同一周，PlayStation 4版本在日本售出13,828份，成為該國當週第八暢銷零售遊戲。截至2020年9月，全球已售出超過500,000份實體版和數字版。

## 外部連結
- 官方网站